# Der vierjährige Posten
Der vierjährige Posten (título original en alemán; en español, El puesto de los cuatro años) es un singspiel en un acto con música de Franz Schubert y libreto de Theodor Körner, quien lo escribió para el compositor Carl Steinacker. Aunque Schubert lo compuso en 1815, a los 18 años, solo se estrenó casi 68 años después de su muerte, en la Hofoper de Dresde el 23 de septiembre de 1896.
Más tarde, la obra ha tenido diferentes ediciones, pero ninguna de ellas ha durado mucho. La más reciente proviene de Irene Dische y Elfriede Jelinek. Se ambienta en una situación de guerra entre Alemania y Francia, un soldado francés (Duval) ha vivido durante cuatro años con un granjero alemán (Walter) y su amada hija (Katchen). Cuando  Duval vuelve el ejército francés, le van a hacer comparecer ante un tribunal militar, pero el general cree en la versión del joven y puede quedarse feliz como granjero, al lado de su Kätchen.